# Europese Communistische Actie
De Europese Communistische Actie (ECA; Engels: European Communist Action) is een samenwerkingsverband van Europese communistische partijen. Het samenwerkingsverband werd op 18 november 2023 opgericht als opvolger van het Initiatief van communistische en arbeiderspartijen (INITIATIVE).

## Geschiedenis
De ECA is ontstaan uit INITIATIVE, dat op 9 september 2023 werd ontbonden vanwege ideologische verschillen over de Russische invasie van Oekraïne. Sommige leden van het initiatief steunden de invasie, terwijl andere partijen de invasie zagen als een imperialistische daad. Zij meenden dat Rusland zijn economische invloed in Oekraïne wilde uitbreiden, terwijl de NAVO en de Europese Unie probeerden hun economische macht te behouden. Beide zijden werden gezien als imperialistische mogendheden.
Uiteindelijk besloot de Communistische Partij van Griekenland (KKE) zich terug te trekken uit het initiatief. Twee maanden later werd de ECA opgericht door twaalf communistische partijen, waaronder de Nieuwe Communistische Partij van Nederland (NCPN).

## Europese Unie
De ECA is sceptisch tegenover de Europese Unie (EU). Volgens de ECA is de EU een politiek en militair blok dat tegengesteld is aan de belangen van de arbeidersklasse. De EU versterkt het imperialistisch karakter en bevordert de positie van monopolies en centraliseert het kapitaal.
Van de ECA-partijen zit de Communistische Partij van Griekenland (KKE) in het Europees Parlement met twee zetels.

## Leden
De volgende partijen zijn lid van de ECA:
| Land        | Partij                                                          |
| ----------- | --------------------------------------------------------------- |
| Finland     | Communistische Arbeiderspartij - Voor Vrede en Socialisme (KTP) |
| Frankrijk   | Communistische Revolutionaire Partij van Frankrijk (PCRF)       |
| Griekenland | Communistische Partij van Griekenland (KKE)                     |
| Ierland     | Werkerspartij van Ierland                                       |
| Italië      | Communistisch Front                                             |
| Nederland   | Nieuwe Communistische Partij-NCPN (NCPN)                        |
| Oekraïne    | Unie van Communisten van Oekraïne (СКУ)                         |
| Oostenrijk  | Partij van de Arbeid van Oostenrijk (PdA)                       |
| Spanje      | Communistische Partij van de Werkers van Spanje (PCTE)          |
| Turkije     | Communistische Partij van Turkije (TKP)                         |
| Zweden      | Communistische Partij van Zweden (SKP)                          |
| Zwitserland | Zwitserse Communistische Partij (KPS/PCS)                       |